# IC 2157
IC 2157 è un ammasso aperto visibile nella costellazione dei Gemelli.

## Osservazione

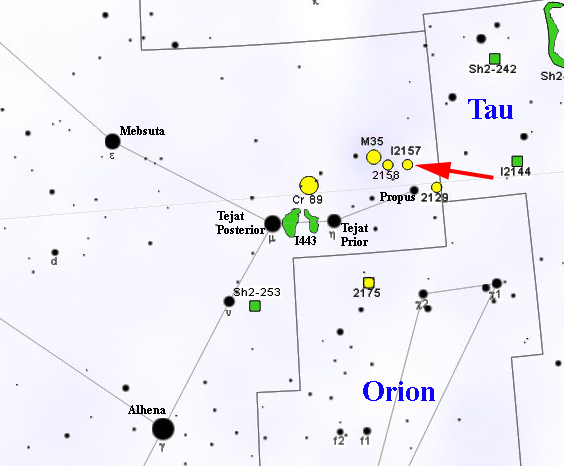
Mappa per individuare IC 2157.

Si individua con facilità la sua posizione, trovandosi a circa un grado a SE del brillante e celebre M35; appare poco concentrato e relativamente povero di stelle, in campo stellare di fondo relativamente ricco per la presenza della Via Lattea. Con un binocolo 10x50 può essere notato solo nelle notti più scure e limpide come un debole alone di piccole dimensioni e privo di stelle; con un telescopio da 100mm di apertura è forti ingrandimenti è visibile un leggero addensamento di poche stelle fino alla magnitudine 12, su un fondo leggermente più chiaro. Una buona risoluzione è possibile con strumenti da almeno 200mm.
La declinazione moderatamente settentrionale di quest'ammasso favorisce gli osservatori dell'emisfero nord, sebbene si presenti circumpolare solo a partire da latitudini elevate; dall'emisfero australe la sua osservazione risulta particolarmente penalizzata soltanto dalle regioni situate a elevate latitudini meridionali. Il periodo migliore per la sua osservazione nel cielo serale è quello compreso fra ottobre e marzo.

## Storia delle osservazioni
IC 2157 venne individuato per la prima volta soltanto nel 1899, quando Thomas Espin lo riconobbe come ammasso aperto; la sua bassa luminosità e la sua scarsa concentrazione aveva fatto in modo che quest'oggetto fosse ignorato dalla famiglia Herschel. Venne infine inserito nell'Index Catalogue, pubblicato come un'estensione del New General Catalogue.

## Caratteristiche
La scarsa luminosità di quest'oggetto è in parte giustificata dalla grande distanza a cui si trova, pari a 2040 parsec (oltre 6650 anni luce), motivo per cui appare anche fortemente oscurato dalla polvere interstellare che si frappone lungo la linea di vista; questa distanza lo colloca sul bordo esterno del Braccio di Perseo.
Si tratta di un ammasso poco studiato, la cui età si aggira sui 63 milioni di anni al massimo; le sue componenti più luminose presentano segni di evoluzione verso lo stadio di stella gigante e due di queste, situate sul bordo dell'ammasso, sono giganti rosse a tutti gli effetti. Le componenti meno massicce sono invece in massima parte all'interno della sequenza principale e si dispongono nella regione centrale dell'ammasso e in due estensioni situate verso nord e verso est.